# Rafanelli Mk III
Der Rafanelli Mk III war ein Prototyp, der 1999 bei Sportwagenrennen zum Einsatz kam.

## Entwicklungsgeschichte und Technik
Der Rafanelli Mk III war ein Ableger des Riley & Scott Mk III. Das italienische Team Rafanelli setzte 1998 erstmals Mk III mit BMW-V-Achtzylindermotoren ein. BMW bereitete sich damit unter anderem auf die Markteinführung des V12 LM im Jahr 1999 vor. Nachdem Rafanelli durch Schnitzer Motorsport als von BMW unterstütztes Team ersetzt wurde, kaufte Rafanelli einen Judd GV4 V10 für das zweite ihrer Chassis, #014. Obwohl Riley & Scott zu dieser Zeit ihre Serie-2-Upgrades für den Mk III entwickelten, versuchte Rafanellis Designteam, ihr eigenes Auto zu modifizieren, um den Anforderungen der American Le Mans Series besser gerecht zu werden, an der das Team nun 1999 teilnehmen wollte.
Fast alle Modifikationen am Mk III waren aerodynamischer Natur und konzentrierten sich auf die Nase und das hintere Heck der Karosserie. Die Nase des Rafanelli Mk III wies eine subtile Kurve auf, die in den horizontalen Splitter überging, und nicht in den statischen Winkel, der beim Standardauto verwendet wurde. Der zentrale Lufteinlass am unteren Ende der Fahrzeugnase wurde nach außen verlängert und nun vertikal und nicht mehr bündig mit der Fahrzeugnase positioniert. Am Heck wurde das Ende des Wagens über die Standardkarosserie hinaus verlängert und ein neues Design für den Heckflügel umgesetzt. Auch die hinteren Kotflügelverbreiterungen wurden nach vorne verlängert, um einen längeren Übergang in der Form der Karosserie zu schaffen.

## Renngeschichte
Der Rafanelli Mk III nahm an der gesamten Saison 1999 der American Le Mans Series teil und errang einen Sieg beim 2:45-Stunden-Rennen von Road Atlanta. Am Steuer saßen Eric van de Poele und Domenico Schiattarella. Dies war der einzige Sieg, den ein Mk III in der American Le Mans Series erzielte. Das Team Rafanelli beendete die Saison als Sechster in der Mannschaftsmeisterschaft, bevor es sich im darauffolgenden Jahr entschied, von seinem Mk III abzuweichen und einen Lola B2K/10 zu kaufen.